# ياسمين لو بون
ياسمين لو بون (من مواليد 29 أكتوبر 1964) عارضة أزياء إنجليزية. كانت لو بون واحدة من أعلى الموديلات ربحاً خلال الثمانينيات، وكانت معروفة بكونها زوجة سيمون لو بون.

## روابط خارجية
- ياسمين لو بون على موقع IMDb (الإنجليزية)
- ياسمين لو بون على موقع قاعدة بيانات الفيلم (الإنجليزية)
- ياسمين لو بون على موقع دليل عارضات الأزياء (الإنجليزية)